# Pierre Le Goffic (militaire)
Pierre Le Goffic, né le 2 janvier 1912 à Perros-Guirec, mort le 22 août 1944 à La Crau dans le Var, est un officier des Forces françaises libres pendant la Seconde Guerre mondiale. Il s'illustre notamment à la bataille de Bir Hakeim, puis dans la campagne d'Italie, et meurt lors de la bataille de Toulon. Il est Compagnon de la Libération.

## Biographie
Pierre Le Goffic naît à Perros-Guirec dans les Côtes-du-Nord, en Bretagne, le 2 janvier 1912,. Il est le fils d'un agriculteur ou d'un marin.
Il s'engage dans la Marine nationale, choisit d'être fusilier marin et suit à Lorient la formation militaire de sa spécialité.
Pendant la Seconde Guerre mondiale, Pierre Le Goffic est instructeur à Lorient lorsque les Allemands y arrivent en mai 1940. Il refuse la défaite, entraîne des élèves avec lui et les emmène vers l'Angleterre dans un canot ; ils accostent un cargo qui leur permet de rejoindre l'Angleterre.
En signant son engagement dans les Forces françaises libres, Le Goffic indique vouloir servir dans les fusiliers marins ; cette unité n'existant pas, sa demande est aussitôt transmise à l'amiral Muselier, commandant les Forces navales françaises libres. La création du 1er bataillon de fusiliers marins (1er BFM) est effective peu après, et Le Goffic en fait partie.
Il embarque avec cette unité pour la bataille de Dakar, qui est un échec, mais participe ensuite à la campagne de ralliement du Gabon à la France libre, qui réussit en novembre 1940. Il part ensuite avec son 1er BFM pour la Syrie, et combat lors de la campagne de Syrie en juin 1941. Le 1er BFM devient ensuite une unité de défense anti-aérienne (DCA) pour la 1re brigade française libre.
À la bataille de Bir Hakeim du 27 mai au 11 juin 1942, Le Goffic s'illustre à plusieurs reprises. Le 1er juin, lors d'une patrouille, il abat deux avions Messerschmitt 110 qui attaquaient sa colonne. Poursuivi et harcelé par les éléments ennemis, il réussit cependant à ramener ses deux pièces d'artillerie dans les lignes. Lors de la sortie nocturne le 11 juin sous le feu ennemi, il parvient à sauver une de ses pièces.
Après Bir Hakeim, il combat à la bataille d'El Alamein en octobre 1942 et en mai 1943 à la fin de la Campagne de Tunisie.
Il participe ensuite à la campagne d'Italie avec la 1re division française libre. Débarqué en Italie en avril 1944, il est le chef d'un groupe de chars pendant la bataille du Garigliano en mai 1944. Il s'illustre particulièrement le 17 mai en résistant sur ses véhicules immobilisés, ne les abandonnant que sur ordre. Il est promu officier des équipages de 2e classe.
Il débarque en Provence le 16 août 1944 et participe à la bataille pour la libération de Toulon. Commandant un peloton de chars en soutien de l'escadron, Pierre Le Goffic est tué d'une balle au cœur sur son char le 22 août 1944 à La Crau ou à Hyères dans le Var. Il est créé Compagnon de la Libération à titre posthume par le décret du 20 novembre 1944.

## Hommages et distinctions
- Chevalier de la Légion d'honneur.
- Compagnon de la Libération à titre posthume par décret du 20 novembre 1944[4].
- Médaille militaire.
- Croix de guerre 1939–1945, quatre citations.
- Médaille de la Résistance française avec rosette par décret du 16 janvier 1947[5].
- Médaille coloniale.
- Médaille commémorative des services volontaires dans la France libre.

Une rue porte son nom à Perros-Guirec. Des hommages lui sont régulièrement rendus.
La compagnie des fusiliers marins de Cherbourg porte son nom depuis 2020.